# Зай и Чик
«Зай и Чик» — советский рисованный мультфильм, снятый в 1952 году режиссёрами-мультипликаторами Александром Ивановым и Иваном Аксенчуком.

## Сюжет
Поучительный мультфильм для малышей о том, как очень важно строго соблюдать правила дорожного движения.
Братья-зайчата Зай и Чик спешат на концерт в игрушечном городе, получив от Петрушки письмо с приглашением принять в нём участие в качестве артистов. По пути озорной и непослушный Чик неоднократно нарушает правила дорожного движения и попадает под машину. И в итоге оказывается в больнице, где Доктор Айболит оказывает ему помощь пришивая лапки. Из-за этого выступление зайчиков на концерте отменяется. А Доктор Айболит напоминает аудитории о неигрушечных последствиях несоблюдения ПДД.

## Создатели фильма
| сценарий                  | Андрея Тарасова |
| стихи                     | Льва Позднеева |
| режиссёр-постановщик      | Александр Иванов |
| режиссёр                  | Иван Аксенчук |
| художник                  | Игорь Знаменский |
| типажи                    | Владимира Сутеева |
| композитор                | Анатолий Лепин |
| операторы                 | Елена Петрова, Екатерина Ризо |
| звукооператор             | Георгий Мартынюк |
| ассистент художника       | Лидия Модель |
| технический ассистент     | Ф. Гольдштейн |
| ассистент по монтажу      | А. Фирсова |
| художники-мультипликаторы | Борис Дёжкин, Лев Попов, Фаина Епифанова, Лидия Резцова, Елизавета Комова, Сергей Степанов, Рената Миренкова, Татьяна Таранович, Татьяна Фёдорова |
| художники-декораторы      | Ольга Геммерлинг, Елена Танненберг, Дмитрий Анпилов, Константин Малышев                                                                           |

## Роли озвучивали
- Юрий Хржановский — Медвежонок
- Юлия Юльская — Зай и Чик
- Валентина Сперантова — мальчик-милиционер, Ванька-Встанька
- Галина Новожилова — Кукла в голубом платье
- Елена Понсова — курица
- Борис Рунге — Доктор Айболит

## Награды
В 1959 году в Белграде мультфильм был награждён медалью МКФ на Выставке «Защитим человека на транспорте» (в категории фильмов для детей).